# خانه بولگاکف (مسکو)
خانه بولگاکف (به روسی: Музей-театр «Булгаковский дом») در طبقه همکف خیابان بولشایا سادوایا شماره ۱۰ در مسکو، در ساختمانی که نویسنده شوروی، میخائیل بولگاکف، در آن زندگی می‌کرد و برخی از صحنه‌های اصلی رمان او، مرشد و مارگاریتا، در آن اتفاق افتاده است، واقع شده است. این موزه در ۱۵ مه ۲۰۰۴ به عنوان یک ابتکار خصوصی تأسیس شد.
در همان ساختمان، در آپارتمان شماره ۵۰ در طبقه چهارم، موزه دومی وجود دارد که یاد بولگاکف را زنده نگه می‌دارد، موزه بولگاکف در مسکو. این موزه دوم یک ابتکار دولتی است و در ۲۶ مارس ۲۰۰۷ تأسیس شد.
مکان‌های دیگری که در رمان «مرشد و مارگاریتا» نقش دارند، در همسایگی خانه بولگاکف قرار دارند، مانند «پاندهای پدرسالار»، «تئاتر واریته» و «خانه نویسندگان گریبایدوف».
خانه بولگاکف همه روزه از ساعت ۱۳:۰۰ تا ۲۳:۰۰ و جمعه‌ها و شنبه‌ها تا ساعت ۱:۰۰ بامداد باز است. ورود رایگان است.

## ساختمان
این ساختمان در ابتدا برای اجاره آپارتمان‌های لوکس در نظر گرفته شده بود و بین سال‌های ۱۹۰۲ تا ۱۹۰۵ به سفارش میلیونر روسی ایلیا پیگیت، مالک شرکت دخانیات دوکات، ساخته شد. این ساختمان به سبک آرت نوو روسی در زمانی ساخته شد که مسکو به شکوفایی کامل رسیده بود و خیابان‌های جدید زیادی با درختان در دو طرف آن ساخته شده بود. خیابان بولشایا سادوایا یا باغ بزرگ یکی از این خیابان‌ها بود و بخشی از حلقه باغ در اطراف مرکز مسکو بود. در ژوئن ۱۹۱۷، درست قبل از انقلاب اکتبر، ایلیا پیگیت ساختمان را به یک شرکت املاک خصوصی فروخت. این حرکت خوبی بود، زیرا پس از انقلاب، رژیم جدید شوروی ادعا کرد که این خانه را به یکی از اولین ساختمان‌های آپارتمانی اشتراکی در مسکو تبدیل خواهد کرد. در سال ۱۹۳۸، این ساختمان بخش زیادی از جذابیت اولیه خود را از دست داد زیرا حصار جلویی برای ایجاد راه برای تعریض خیابان برداشته شد.
در سپتامبر ۱۹۲۱، میخائیل بولگاکف، نویسندهٔ شوروی، به همراه همسر اولش تاتیانا نیکولایِونا لاپا، در آپارتمان شماره ۵۰ در طبقه چهارم ساکن شد. بولگاکف که از مخالفان سرسخت رژیم شوروی بود، بیزاری خود را از آپارتمان‌های اشتراکی و به ویژه آپارتمان شماره ۵۰ در بولشایا سادوایا، خیابان ۱۰، به شرح زیر توصیف کرد:
| « | در خیابان بولشایا سادوویا یک بلوک بزرگ آپارتمانی قرار دارد. در این بلوک برادران ما زندگی می‌کنند: پرولتاریای سازمان‌یافته. | » |

بولگاکف از این ساختمان به عنوان یکی از مهم‌ترین مکان‌ها در رمان مشهور خود «مرشد و مارگاریتا» استفاده کرد، که در آن آن را به عنوان آپارتمان شیطانی (دیانا بورگین / ریچارد پویر و لاریسا ولوخونسکی) یا آپارتمان جن‌زده (مایکل گلنی) توصیف کرد.
بولگاکف در رمان «مرشد و مارگاریتا»، ساختمان را در پلاک ۱۰ قرار نداده و به جای آن از شماره ۳۰۲-بیس استفاده کرده است تا پیچیدگی حکومت شوروی در زمان خود را محکوم کند.
در تابستان ۱۹۲۴، بولگاکف اوضاع را به گونه‌ای مدیریت کرد که بتواند به طبقه پنجم، به آپارتمان بسیار آرام‌تر شماره ۳۴، نقل مکان کند، که از برخی ویژگی‌های آن در توصیف آپارتمان شماره ۵۰ در رمان نیز استفاده کرده است. همسرش، تاتیانا لاپا، بعداً متوجه شد که بولگاکف این نقل مکان را ترتیب داده بود تا مطمئن شود که در یک محیط ناخوشایند تنها نخواهد ماند، زیرا چند ماه بعد، بولگاکف خود ساختمان را ترک کرد تا با لیوبوف اوگنیوا بلوزرسکایا، که در آوریل ۱۹۲۵ با او ازدواج کرد، زندگی کند.
زمانی در زیرزمین این ساختمان کافه‌ای به نام اصطبل‌های پگاسوس وجود داشت که در آن شاعر روسی، سرگئی یسنین، با همسر بعدی‌اش، ایزادورا دانکن، رقصنده آمریکایی، آشنا شد.

## تاریخچه موزه

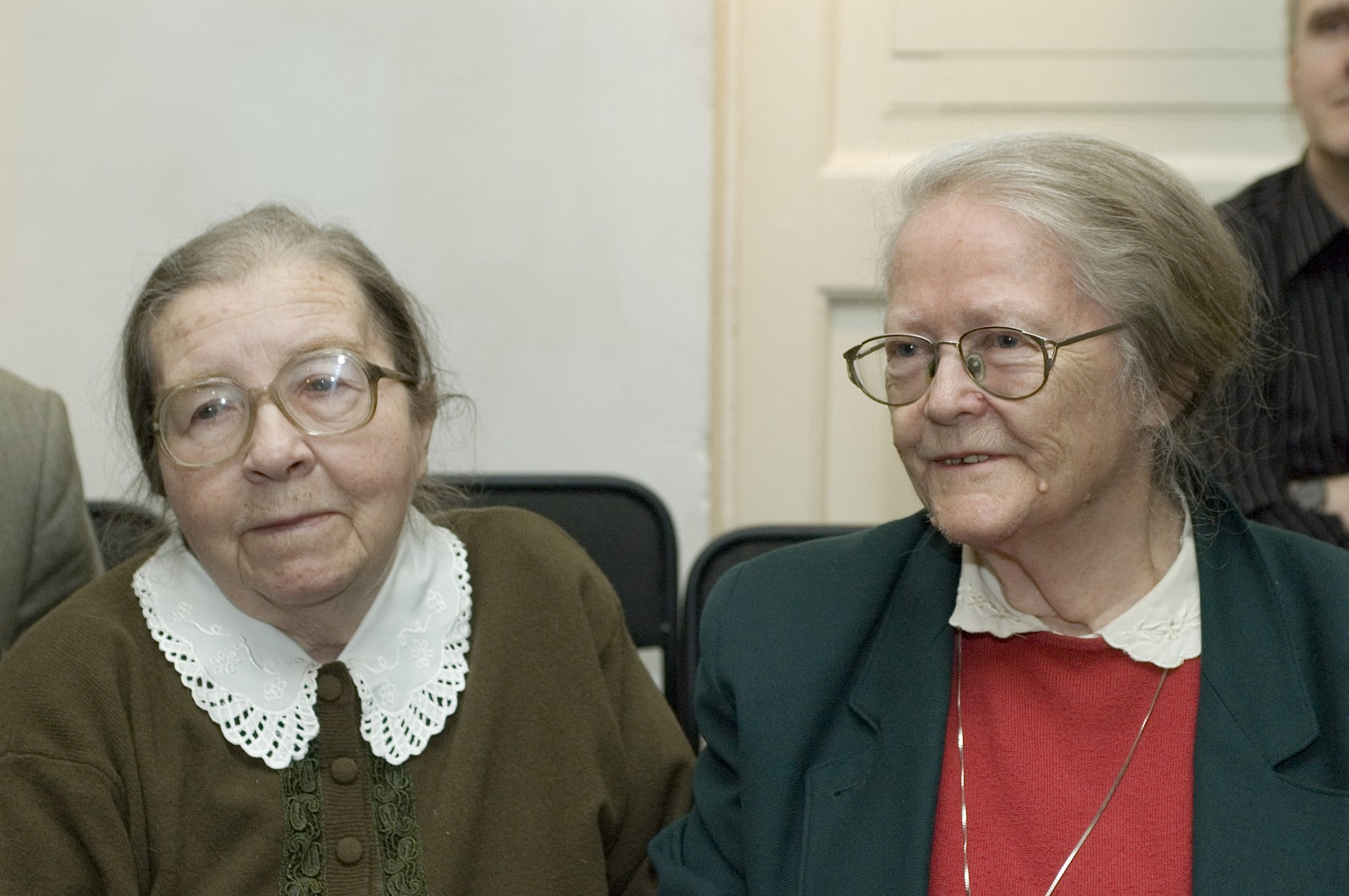
خواهرزاده‌های بولگاکف، واروارا ام. سوتلایوا و یلنا آ. زمسکایا در خانه بولگاکف

مدت‌ها پیش از آنکه موزه‌ای در مسکو به نام بولگاکف تأسیس شود، خیابان بولشایا سادوایا، شماره ۱۰، برای طرفداران این نویسنده حکم زیارتگاه را داشت. دیوار راه‌پله‌ای که به آپارتمان شماره ۵۰ منتهی می‌شد، پر از نقاشی‌های دیواری، نقاشی‌ها و نقل‌قول‌هایی از رمان «مرشد و مارگاریتا» بود.
بین سال‌های ۱۹۸۴ تا ۱۹۸۶، خانه، راه‌پله و آپارتمان موضوع درگیری بین نهادهای رسمی، سرایدار ساختمان و خالقان گرافیتی بود. گرافیتی‌ها مرتباً پاک و رنگ‌آمیزی می‌شدند، اما طرفداران بارها و بارها برای نصب گرافیتی‌های جدید برمی‌گشتند. سرایدار چندین بار کد امنیتی ورودی را تغییر داد، اما همیشه شکسته می‌شد. در نهایت مقامات رسمی تسلیم شدند. در بهار ۱۹۸۸، دولت شهر اجازه تأسیس موزه رسمی بولگاکف را داد، اما مدتی طول کشید تا این اتفاق واقعاً رخ دهد.
در اوایل قرن بیست و یکم، کل این بلوک بازسازی شد و در اوایل سال ۲۰۰۴، تعدادی از استادان مشتاق بولگاکف موفق به تأسیس موزه‌ای در بولشایا سادوایا شماره ۱۰ شدند. در ۱۵ مه ۲۰۰۴، سالگرد میخائیل بولگاکف، خانه بولگاکف افتتاح شد. از آنجایی که آپارتمان شماره ۵۰ در آن زمان در دسترس نبود، خانه بولگاکف در طبقه همکف ساختمان مستقر شد.

## فعالیت‌ها

### خانه بولگاکف
موزه فعلی مجموعه گسترده‌ای از اسناد، عکس‌ها و وسایل شخصی میخائیل بولگاکف را در خود جای داده است که به‌طور دائم در بخش‌های مختلف به نمایش گذاشته شده‌اند.
نمایشگاه‌ها
این موزه مرتباً نمایشگاه‌هایی از آثار هنرمندان مشهور روسی و خارجی، با تمرکز ویژه بر تصویرگران آثار میخائیل بولگاکف، برگزار می‌کند.
جشنواره‌ها
این موزه به خاطر جشنواره‌هایش و به ویژه جشن سالانه تولد میخائیل بولگاکف شناخته شده است.
گشت و گذارها
این موزه، پیاده‌روی‌های منظمی را در امتداد مکان‌هایی که میخائیل بولگاکف در آثارش توصیف کرده است، از جمله برکه‌های پدرسالار در همان نزدیکی، ترتیب می‌دهد. به‌ویژه پیاده‌روی‌های شبانه‌ی پرجنب‌وجوش، که در آن شرکت‌کنندگان با شخصیت‌های زندهٔ آثار بولگاکف ملاقات می‌کنند، مورد توجه قرار گرفته‌اند. مورد اخیر همچنین در تورهایی که سه بار در روز از پنجشنبه تا یکشنبه حرکت می‌کند، برگزار می‌شود.
کتابخانه
خانه بولگاکف کتابخانه‌ای گسترده دارد که نه تنها شامل آثار بولگاکف و دربارهٔ او است، بلکه شامل آثاری دربارهٔ زمینه‌های سیاسی، اجتماعی، اقتصادی و فرهنگی دوران زندگی این نویسنده نیز می‌باشد. بازدیدکنندگان می‌توانند به این آثار مراجعه یا آنها را خریداری کنند.
کار علمی
خانه بولگاکف مرتباً جلسات اطلاع‌رسانی و بحث و گفتگو در مورد آثار و زندگی بولگاکف برگزار می‌کند و همچنین از محققان و دانشجویانی که آنها را مطالعه می‌کنند، حمایت می‌کند.
النا مارتینیوک، عکاس خانه، یک پروژه عکاسی عظیم از «مرشد و مارگاریتا» را اجرا کرد. برای این پروژه که سه سال به طول انجامید، ۷۰ عکسبرداری ترتیب داده شد و بیش از ۱۰۰۰ عکس گرفته شد. عکس‌ها در مکان‌های توصیف شده در رمان، مانند پشت بام خانه پاشکوف و خانه بولگاکف گرفته شدند. صحنه‌های تئاتر واریته در تئاتر هنری مسکو، جایی که قطعات بولگاکف اجرا می‌شدند و او نیز قبلاً در آنجا کار می‌کرد، عکاسی شدند. در بهار ۲۰۱۳، نسخه ویژه‌ای از رمان با عکس‌هایی از پروژه منتشر شد.
در شب موزه‌ها که سالی یک بار در مسکو برگزار می‌شود، خانه بولگاکف یکی از جاذبه‌های اصلی بازدیدکنندگان است. هر سال این خانه به آنچه بولگاکف در رمان «مرشد و مارگاریتا» خود توصیف کرده بود، جامه عمل می‌پوشاند: «در کنار این دیوار، صفی متشکل از هزاران نفر در دو ردیف تشکیل شده بود و انتهای آن تا میدان کودرینسکایا می‌رسید.»

### کافه ۳۰۲-بیس
کافه ۳۰۲-بیس گوشه‌ای دنج در خانه بولگاکف است که بازدیدکنندگان می‌توانند در آن با نوشیدنی‌ها استراحت کنند و از فضای دهه ۳۰ میلادی لذت ببرند.

### تئاتر بو…!
تئاتر بو…! به عنوان گروهی از بازیگران جوان آغاز شد که به شخصیت‌های رمان‌های بولگاکف جان می‌بخشیدند، شخصیت‌هایی که شرکت‌کنندگان در این گشت‌ها می‌توانستند در سفرهای خود در مسکو با آنها روبرو شوند. علاوه بر این، بازیگران جوان اجراهایی از تئاتر عمدتاً بداهه را نیز ارائه می‌دهند.

### تئاتر ام.ای. بولگاکف
تئاتر ام.ای. بولگاکف، سالنی کوچک اما بسیار زیبا با ۱۲۶ صندلی است. چندین بار در سال، اجراهایی از نمایشنامه‌های بولگاکف یا اقتباس‌های تئاتری از رمان‌های او در این مکان برگزار می‌شود. یکی از مهمانان همیشگی این مکان، گروه تئاتر سرگئی آلدونین، کارگردان مشهور روسی، است.

### بهیموت
یکی از چیزهای جذاب خانه بولگاکف، ساکن دائمی خانه است که می‌تواند روی محبوبیت زیادش در بین بازدیدکنندگان حساب کند: یک گربه بزرگ سیاه به نام بهیموت که برگرفته از یکی از شخصیت‌های رمان «مرشد و مارگاریتا» است.

## مخالفان و رقیبان
همزمان با موفقیت بیشتر عملیات بولگاکف، مخالفان و رقبایی را نیز به خود جذب کرد.
- یکی از سرسخت‌ترین مخالفان خانه بولگاکف ، الکساندر موروزوف، کسی است که خود را «حافظ میراث فرهنگی روسیه» می‌نامد و آثار بولگاکف را شیطانی می‌داند . در ۲۲ دسامبر ۲۰۰۶، او وارد مخزن بولگاکف و استودیوی تئاتر کودکان آن شد و تمام محتویات آن را نابود کرد.[۲۳] خسارت این خرابکاری تقریباً ۱۰۰۰۰۰ دلار آمریکا بود. خانه بولگاکف مجبور به بستن درهای خود شد، اما اندکی پس از آن در ۱ ژانویه ۲۰۰۷ بازگشایی شد.
- همچنین مخالفت‌هایی از گوشه و کنار رسمی نیز وجود داشت. ماریتا چوداکووا، نویسنده، منتقد و مورخ مشهور، از سوی وزارت فرهنگ مسکو اجازه یافت تا آپارتمان شماره ۵۰ را به یک موزه رسمی تبدیل کند.[۲۴] موزه ام.ای. بولگاکوف در ۱۵ مه ۲۰۰۷ افتتاح شد. اینا میشینا، خواهر چوداکووا، به عنوان اولین مدیر منصوب شد. با این حال، موزه رسمی به سختی می‌توانست پویایی مشابه همسایگان طبقه پایین خود را توسعه دهد و طعمه مبارزات داخلی شد. در ۱۴ مه ۲۰۱۲، یک روز قبل از پنجمین سالگرد موزه، وزارت فرهنگ اعلام کرد که میشینا اخراج شده و مسابقه‌ای برای نصب یک تیم مدیریتی جدید برگزار خواهد شد. در ۹ اکتبر ۲۰۱۲، مدیریت به معمار ایتالیایی، گابریل فیلیپینی، سپرده شد. فیلیپینی پس از انتصابش اعلام کرد که برنامه‌های بلندپروازانه‌ای برای موزه و مناطق اطراف آن دارد و مایل است با هر کسی که مایل به بزرگداشت میراث بولگاکف، از جمله خانه بولگاکف و ماریتا چوداکووا است، همکاری کند.[۲۵]

## ادبیات
- بولگاکف، میخائیل، مرشد و مارگاریتا، ترجمه مایکل گلنی، کتابخانه اوریمن، نیویورک، ۱۹۶۷.
- بولگاکف، میخائیل، مرشد و مارگاریتا، ترجمه دایانا بورگین، انتشارات وینتیج، نیویورک، ۱۹۹۶. شابک ۰-۶۷۹۷۶-۰۸-۰۶
- بولگاکف، میخائیل، مرشد و مارگاریتا، ترجمه ریچارد پویر و لاریسا ولوخونسکی، انتشارات پنگوئن کلاسیکس، نیویورک، ۱۹۹۷. شابک ۰-۱۴۱۱۸-۰۱-۴۵
- بوشنل، جان، خوانشی عامه‌پسند از بولگاکف: شرح گرافیتی، اسلاویک ریویو، جلد ۴۷، شماره ۳. (پاییز، ۱۹۸۸)، صفحات. ۵۰۲–۵۱۱
- کرتیس، جولی، نسخه‌های خطی نمی‌سوزند. میخائیل بولگاکف، زندگی در نامه‌ها و خاطرات ، انتشارات اوورلوک، ووداستاک، نیویورک، ۱۹۹۱. شابک ۰-۸۷۹۵۱-۴۶۲-۰
- پروفر، الندیا، بولگاکف. زندگی و کار ، انتشارات آردیس، آن آربر، ۱۹۸۴. شابک ۰-۸۸۲۳۳-۱۹۸-۱